# Hither Green
Hither Green is een wijk in het Londense bestuurlijke gebied London Borough of Lewisham, in het zuidoosten van de regio Groot-Londen.

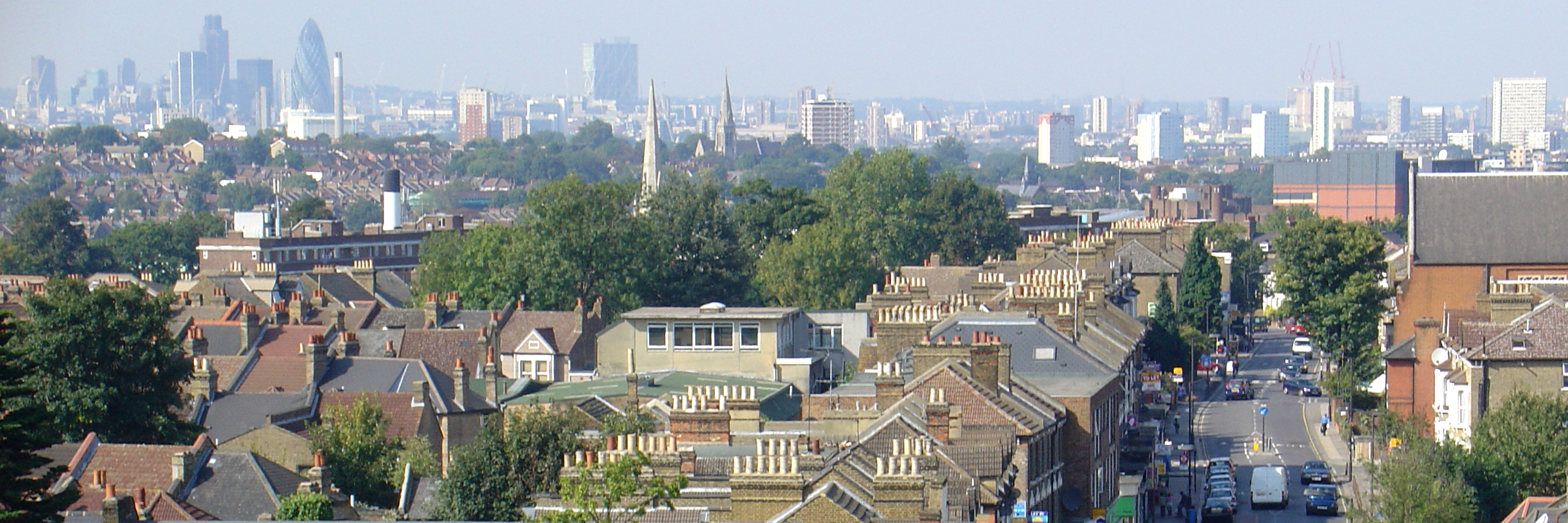
Hither Green, richting centrum Londen